# Фраймут, Йорг
Йорг Фраймут (род. 10 сентября 1961, Ратенов, Бранденбург) — восточно-германский прыгун в высоту, призёр Кубка мира, бронзовый призёр летних Олимпийских игр 1980 года в Москве.

## Карьера
На Олимпиаде в Москве Фраймут последовательно покорил высоту 227, 229 и 231 см (последний результат стал его личным рекордом) и завоевал бронзовую медаль Олимпиады. Победителем Олимпиады стал его товарищ по команде Герд Вессиг, победивший с мировым рекордом 236 см. Серебряным призёром стал представитель Польши Яцек Вшола, также преодолевший высоту 231 см, но затративший на это меньше попыток.
В 1981 году Фраймут стал бронзовым призёром розыгрыша Кубка мира в Риме (224 см).

## Семья
Брат-близнец Уве Фраймут также был известным легкоатлетом, специализировавшимся на многоборьях. Племянник Рико Фраймут, сын Уве Фраймута, также известный легкоатлет-многоборец, призёр чемпионатов мира, участник двух Олимпиад.